# Dubbel-G
Dubbel-G, även kallad Dubbel-Geni eller GG, är en fiktiv figur i Kalle Ankas universum. Han dök upp i Kalle Ankas Pocket nummer 275, i serien "Skomakare, bliv vid din list" där han är en dubbelspelande spion som knycker planer fram och tillbaka mellan ärkerivalerna Joakim von Anka och Pontus von Pluring. Intrig och manus är skapade av italienaren Fabio Michelini.
Till utseendet är Dubbel-G lång och smal. Hans utstyrsel består av en heltäckande svart overall som lämnar en liten öppning för ansiktet som man kan se igenom.
Dubbel-G:s enda kända släkting är farfar Trippel-G.